# Florența Crăciunescu
Pour les articles homonymes, voir Crăciunescu.
Florența Țacu-Crăciunescu (née le 7 mai 1955 à Craiova et morte le 8 juin 2008) est une athlète roumaine spécialiste du lancer du disque et du lancer du poids.
Elle est la sœur cadette de Carmen Ionescu.

## Carrière

### Palmarès
| Date | Compétition           | Lieu        | Résultat | Épreuve          | Performance  |
| ---- | --------------------- | ----------- | -------- | ---------------- | ------------ |
| 1980 | Jeux olympiques d'été | Moscou      | 6e       | Lancer du disque | 64,38 m      |
| 1981 | Universiade d'été     | Bucarest    | 1re      | Lancer du disque | 67,48 m (GR) |
| 1982 | Championnats d'Europe | Athènes     | 7e       | Lancer du disque | 64,00 m      |
| 1983 | Universiade d'été     | Edmonton    | 1re      | Lancer du disque |              |
| 1984 | Jeux olympiques d'été | Los Angeles | 3e       | Lancer du disque | 63,64 m      |
| 1984 | Jeux olympiques d'été | Los Angeles | 8e       | Lancer du poids  | 17,23 m      |

### Records
| Épreuve          | Performance | Lieu | Date |
| ---------------- | ----------- | ---- | ---- |
| Lancer du poids  | 18,06 m     |      | 1983 |
| Lancer du disque | 69,50 m     |      | 1985 |